# Las Cruces, Michoacán de Ocampo
Las Cruces är en ort i Mexiko.   Den ligger i kommunen Morelia och delstaten Michoacán de Ocampo, i den södra delen av landet, 220 km väster om huvudstaden Mexico City. Las Cruces ligger 2 091 meter över havet och antalet invånare är 163.
Terrängen runt Las Cruces är kuperad. Runt Las Cruces är det tätbefolkat, med 493 invånare per kvadratkilometer. Närmaste större samhälle är Morelia, 14,7 km norr om Las Cruces. I omgivningarna runt Las Cruces växer i huvudsak blandskog.